# Phasia noskiewiczi
Phasia noskiewiczi là một loài ruồi trong họ Tachinidae.